# Bernard Barny de Romanet
Bernard Henri Barny de Romanet (28. ledna 1894, Saint-Maurice-de-Sathonay – 23. září 1921) byl 17. nejúspěšnějším francouzským stíhacím pilotem první světové války s celkem 18 uznanými a 6 pravděpodobnými sestřely.
Nejprve sloužil u jednotky C.51 jako pilot průzkumného letounu. V únoru 1917 absolvoval přeškolení na jednomístné stíhací letouny a byl přeřazen k escadrille N.37. Na konci srpna 1918 se stal velitelem escadrille SPA.167.
Během války získal mimo jiné tato vyznamenání: Médaille militaire, Légion d'honneur a Croix de Guerre.
Dne 23. září 1921 zahynul při letecké nehodě při testování závodního letounu Lumière-de Monge racer.